# Borzicactus fieldianus
Borzicactus fieldianus es una especie de planta suculenta perteneciente al género Borzicactus, dentro de la familia Cactaceae. Es endémica de Perú. 

## Descripción

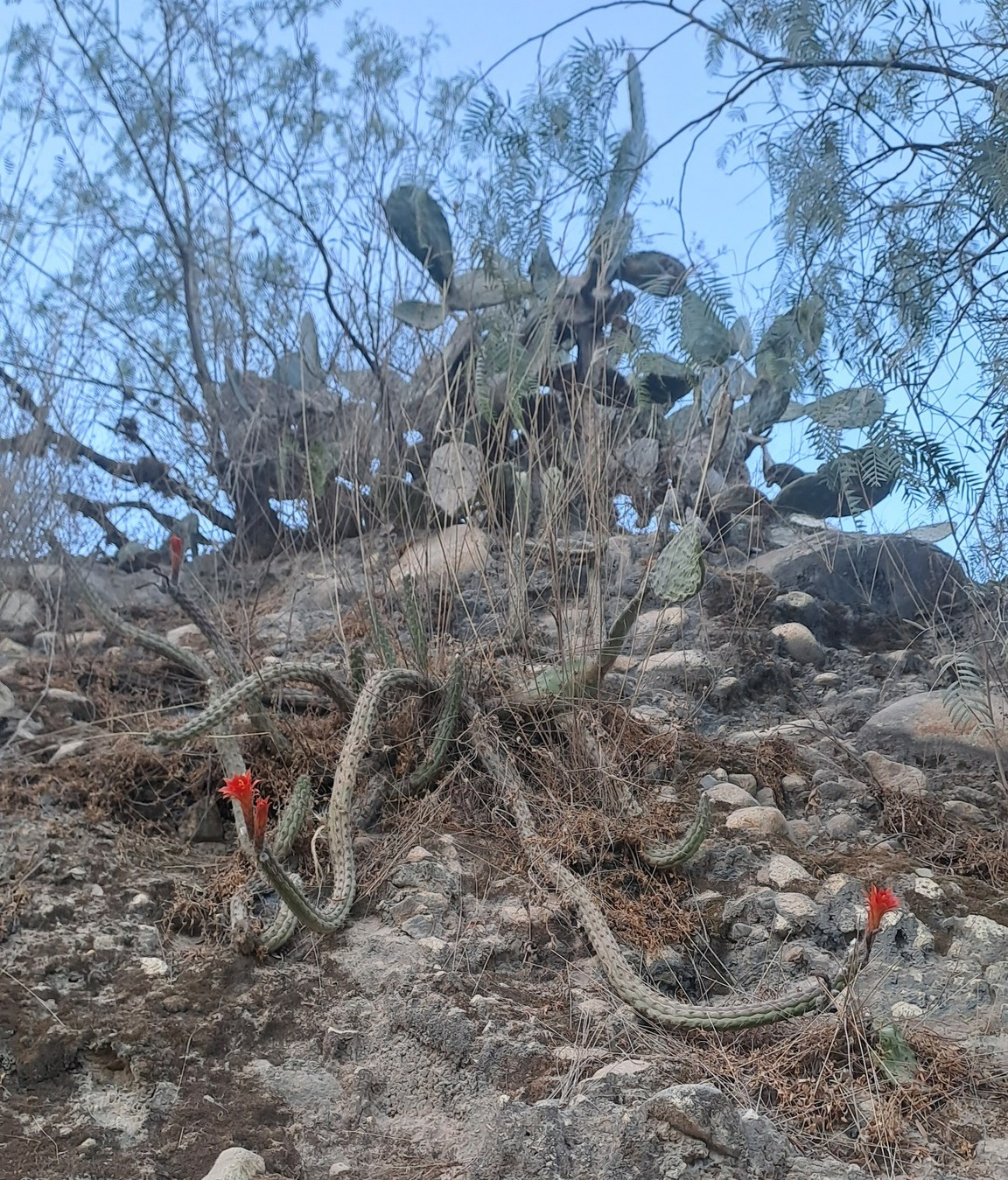
Planta en su hábitat

Borzicactus fieldianus es una especie de cactus que puede crecer tanto de forma arbustiva como de árbol. Presenta tallos verticales o semipostrados que forman columnas delgadas y ramificadas desde la base, alcanzando alturas de 3 a 6 m con diámetros de 6 a 8 cm.
Tiene de 5 a 9 costillas que a menudo se dividen en tubérculos alargados y claramente separados. Sobre ellos se asientan areolas grandes que están separadas entre sí por muescas. Contienen de 1 a 3 espinas centrales fuertes y blanquecinas que miden hasta 4 cm de largo, y de 6 a 8 espinas marginales también blanquecinas que pueden llegar a medir 1 cm de largo.

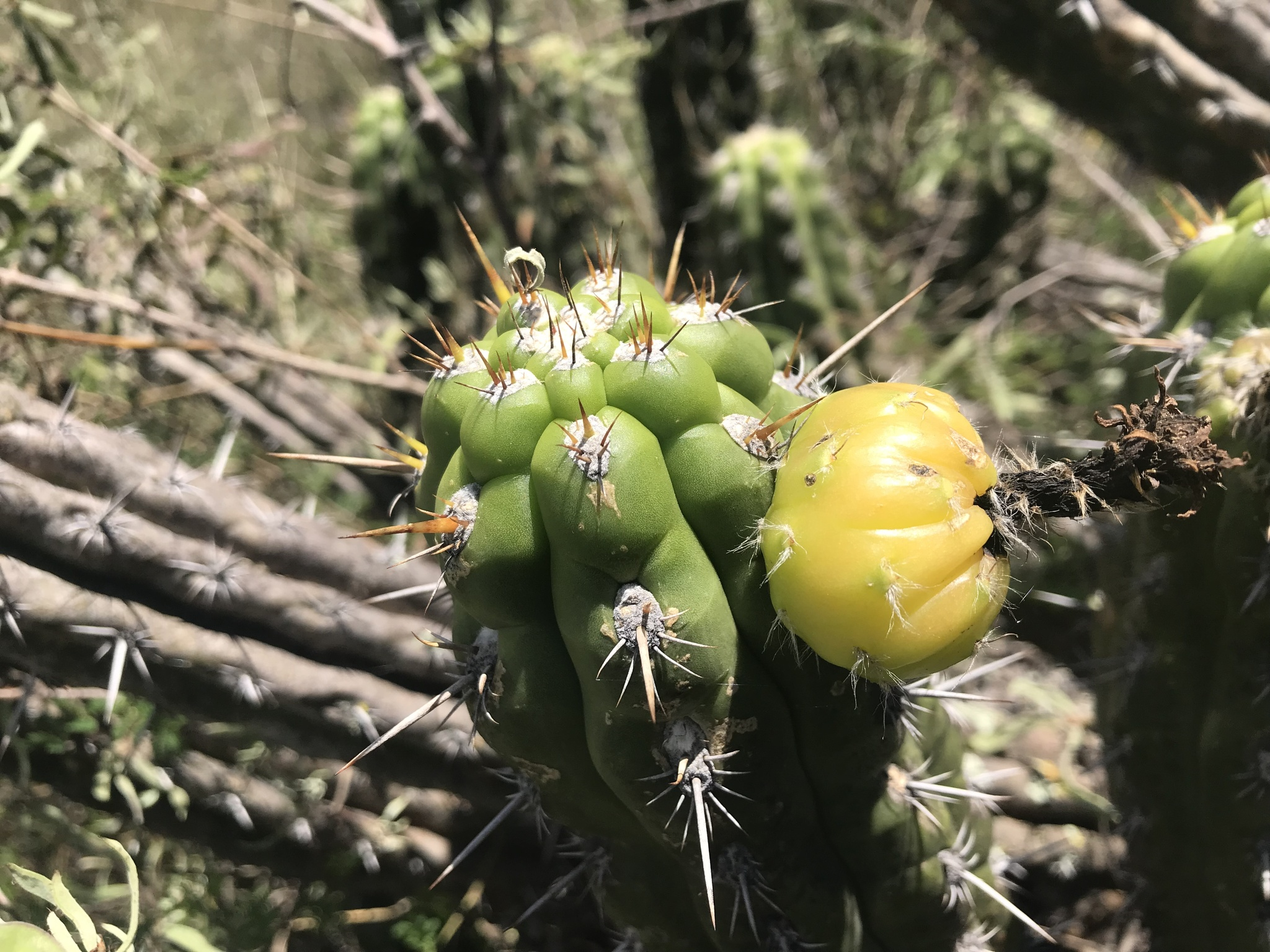
Detalle del fruto

Las flores son tubulares y de color rojo. Miden de 6 a 8 cm de largo y 1,5 cm de diámetro. Florece profusamente en verano seguidas por frutos esféricos y espinosos. Son de color rojo a amarillo y alcanzan hasta 4 cm de diámetro. En su interior contienen semillas negras de 2 mm de longitud.

## Distribución y hábitat
El área de distribución nativa de esta especie es Perú y crece principalmente en biomas desérticos o de matorrales secos, en altitudes de 1000 a 3200 metros.

## Taxonomía
Borzicactus fieldianus fue descrita por los botánicos estadounidenses Nathaniel Lord Britton y Joseph Nelson Rose y publicada por primera vez en el libro The Cactaceae; descriptions and illustrations of plants of the cactus family 4: 278 en 1923.
Etimología
- Borzicactus: nombre genérico formado a partir del prefijo borzi- (que hace referencia al botánico Antonino Borzì (1852-1921), director del jardín botánico de Palermo) y kaktos (que significa ‘cardo’ o ‘planta espinosa’), en alusión al cuerpo esférico y espinoso que presentan las especies de este género.[5]
- fieldianus: epíteto específico otorgado en honor al filántropo estadounidense Marshall Field, quien financió una expedición botánica a América del Sur en 1922.[6]

### Subespecies
Actualmente se distinguen tres subespecies:
| Imagen | Subespecie                                                              | Descripción | Distribución |
| ------ | ----------------------------------------------------------------------- | --- | ------------ |
|        | Borzicactus fieldianus subsp. cajamarcensis (F.Ritter) Lodé             | Generalmente, presenta tallos más robustos, espinas más cortas y flores más grandes en comparación con las otras subespecies.                                | Perú         |
|        | Borzicactus fieldianus subsp. fieldianus                                | Suele tener tallos más delgados y espinas más largas y prominentes. Las flores tienden a ser más pequeñas en comparación con las de la subsp. cajamarcensis. | Perú         |
|        | Borzicactus fieldianus subsp. tessellatus (Akers & Buining) G.J.Charles | Se caracteriza por tener un patrón de crecimiento más compacto y puede presentar espinas más densas que las otras subespecies.                               | Perú         |

Sinonimia
- Sinónimos de Borzicactus fieldianus subsp. cajamarcensis:
  - Borzicactus cajamarcensis F.Ritter, 1981

- Sinónimos de Borzicactus fieldianus subsp. fieldianus:
  - Borzicactus calviflorus F.Ritter, 1964
  - Clistanthocereus calviflorus (F.Ritter) Backeb., 1966

- Sinónimos de Borzicactus fieldianus subsp. tessellatus:
  - Borzicactus fieldianus var. tessellatus (Akers & Buining) Krainz ex F.Ritter, 1981
  - Borzicactus tessellatus Akers & Buining, 1954
  - Cleistocactus fieldianus subsp. tessellatus (Akers & Buining) Ostolaza, 1998
  - Clistanthocereus tessellatus (Akers & Buining) Backeb., 1959
  - Echinopsis fieldiana subsp. tessellata (Akers & Buining) Molinari & Mayta, 2015

## Estado de conservación
En la Lista Roja de Especies Amenazadas de la UICN, la especie está clasificada como de "Preocupación Menor (LC)".

## Usos
Se cultiva principalmente como planta ornamental y su propagación se realiza normalmente a través de esquejes o semillas.